# Patrick Ewing
Patrick Aloysius Ewing (Kingston, 5 agosto 1962) è un ex cestista e allenatore di pallacanestro giamaicano naturalizzato statunitense.
Annoverato come uno dei migliori centri di tutti i tempi, ha giocato dal 1985 al 2000 nei New York Knicks, nel 2000-01 nei Seattle SuperSonics e negli Orlando Magic nel 2001-02. Campione olimpico (1984 e 1992) con la Nazionale USA di basket a Los Angeles e Barcellona, è ritenuto uno dei più grandi giocatori di sempre a non aver mai vinto l'anello.

## Caratteristiche tecniche
Patrick Ewing era un giocatore completo su entrambi i lati del campo. Metteva insieme un fisico e un rigore che lo rendevano un pilastro difensivo dalle doti di gran rimbalzista e stoppatore, ineludibile davanti alle finte avversarie. Sul lato offensivo era un passatore affidabile oltre che attaccante dinamico ed intenso. Affianca un sicuro jump shot a un'abilità in post basso, come anche nel gancio. Sebbene nella sua carriera abbia subito diversi infortuni alle ginocchia, la parte superiore del corpo era forte da resistere alle spinte degli avversari. Le sue ambizioni e i fallimenti dei primi anni lo avevano spinto a praticare sempre duramente la sala pesi. 

## Carriera

### Inizi
Ewing nacque a Kingston, in Giamaica, ma a 12 anni si trasferì negli USA con la famiglia stabilendosi nel Massachusetts. Al college giocò per la Georgetown University, dove condusse gli Hoyas alla finale NCAA nel 1982, 1984 e 1985, vincendo nel 1984. Dall'epoca in cui era arrivato a Georgetown era ormai un cittadino americano naturalizzato, per cui fu dichiarato eleggibile per la squadra olimpica degli Stati Uniti nel 1984 e vinse la medaglia d'oro con quella squadra. Nel draft del 1985, fu prima scelta assoluta dei New York Knicks. Vinse una seconda medaglia d'oro alle Olimpiadi del 1992 con il Dream Team originale. Nel 2003 la sua leggendaria maglia numero 33 è stata ritirata dai Knicks. Ewing, uno dei 50 giocatori più forti di sempre, ha tenuto medie carriera di 21 punti, 9,8 rimbalzi e 1,9 assist a partita in 1183 incontri giocati. All-star per 11 volte, ha realizzato 51 punti contro i Boston Celtics (24 marzo 1990) e 26 rimbalzi contro i Miami Heat (19 dicembre 1992).

### NBA

#### Il periodo Knicks (1985-2000), e le parentesi Seattle (2000-01) e Orlando (2001-02)

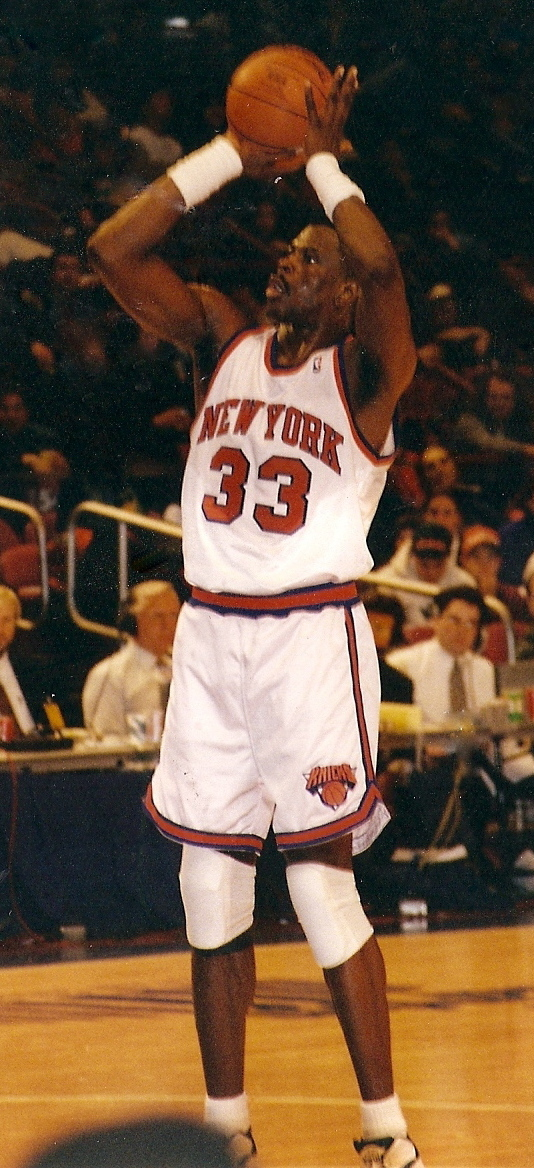
Ewing durante un tiro libero con la maglia dei New York Knicks

Ewing divenne subito rookie dell'anno con le cifre di 20 punti e 9 rimbalzi di media. I risultati di squadra però non arrisero ai Knicks dato che fino alla stagione 1987-88 arrivò solo un'eliminazione al primo turno. Nel 1989 arrivò il primo passaggio del turno per Ewing e i Knicks, eliminando i Philadelphia 76ers, per poi venire battuti dai Chicago Bulls di Michael Jordan. La stessa cosa si ripeté l'anno dopo quando a battere i Knicks furono i campioni NBA in carica dei Detroit Pistons. Dai play-off dell'anno successivo cominciò per New York una delle rivalità più sentite degli anni '90: quella contro i Chicago Bulls. I Bulls batterono i Knicks al primo turno per 3-0. L'anno dopo successe la stessa cosa, i Bulls batterono i Knicks al secondo turno per 4-3, l'unica volta in cui durante il primo three peat ai Bulls occorsero 7 partite.
Da quell'anno alla guida dei Knicks c'era Pat Riley che cambiò profondamente lo stile di gioco dei Knicks: New York divenne una squadra imbattibile dal punto di vista dello spirito combattivo. Il talento era poco ma, costruendo la squadra intorno a Ewing e Charles Oakley, fece una squadra difensivista che aveva un gioco lento e poco entusiasmante, ma efficace. Con il ritiro di Jordan i Knicks divennero i favoriti per il primato nella Eastern Conference. In una serie infinita contro gli Indiana Pacers di Reggie Miller i Knicks vinsero per 4-3 con un canestro decisivo di Ewing in gara-7. In finale Ewing si scontrò con un altro dei centri più forti degli anni '90, Hakeem Olajuwon. New York andò avanti per 3-2 ma perse le ultime due partite e il titolo andò a Houston. L'anno dopo Ewing si trovò di fronte ancora i Pacers, nella semifinale della Conference. La serie si protrasse ancora fino a gara-7; qui Ewing sbagliò il tiro che valeva la vittoria, un facile lay-up, cosa che fece piovere molte critiche sul centro dei Knicks.
Negli anni successivi la strada dei Knicks nella post season si fermò sempre troppo presto rispetto alle aspettative di Ewing. Nella stagione 1998-99 però, dopo un'incredibile cavalcata nei play-off partendo da sfavoriti perché qualificatisi con l'ultimo posto disponibile, arrivarono in finale. Ci arrivarono però a pezzi, con Ewing e Larry Johnson fuori per infortunio. Fu il massimo delle beffe per Ewing. La sua squadra era in finale contro San Antonio, dotatissima nel ruolo di centro, dove poteva schierare David Robinson e Tim Duncan. Ewing si accorse che il suo tempo ai Knicks stava terminando: dopo due gravi infortuni subiti non era più quello di una volta, e il baricentro della squadra si stava spostando verso gli esterni, Allan Houston e Latrell Sprewell. Dopo un'altra stagione in cui i Knicks persero la finale di Conference contro i Pacers, Ewing lasciò la squadra per andare a Seattle. Giocò ancora un anno, ad Orlando, dopodiché si ritirò.

### Il ritiro
Il 28 febbraio 2003 in una maestosa cerimonia al Madison Square Garden la sua maglia numero 33 è stata ritirata. Non ha mai vinto un anello NBA con i Knicks, ma è comunque tra i migliori giocatori di sempre della franchigia e uno dei migliori centri della storia dell'NBA (è stato inserito nella lista dei 50 migliori giocatori di sempre). Dopo il ritiro, è rimasto nell'ambiente del basket ed è attualmente allenatore dei Georgetown Hoyas.

## Curiosità
Nel 1995 recitò nel film Space Jam, come uno dei cinque giocatori NBA il cui talento viene rubato dai malvagi alieni Nerdlucks/Monstars.
Il 14 aprile 1993, durante la partita tra i suoi New York Knicks e i Charlotte Hornets, Ewing venne stoppato da Muggsy Bogues, il giocatore più basso che abbia mai giocato in NBA (alto 160 cm, con 53 cm di differenza), e con cui reciterà un paio di anni dopo nel film Space Jam.

## Statistiche
| † | Denota le stagioni in cui ha vinto il titolo |
| * | Primo nella lega                             |

### NCAA
| Anno       | Squadra          | PG  | PT | MP   | TC%  | 3P% | TL%  | RP   | AP  | PRP | SP  | PP   |
| ---------- | ---------------- | --- | -- | ---- | ---- | --- | ---- | ---- | --- | --- | --- | ---- |
| 1981-1982  | Georgetown Hoyas | 37  | -  | 28,8 | 63,1 | -   | 61,7 | 7,5  | 0,6 | 1,1 | 3,2 | 12,7 |
| 1982-1983  | Georgetown Hoyas | 32  | -  | 32,0 | 57,0 | -   | 62,9 | 10,2 | 0,8 | 1,5 | 3,3 | 17,7 |
| 1983-1984† | Georgetown Hoyas | 37  | -  | 31,9 | 65,8 | -   | 65,6 | 10,0 | 0,8 | 1,0 | 3,6 | 16,4 |
| 1984-1985  | Georgetown Hoyas | 37  | -  | 30,6 | 62,5 | -   | 63,8 | 9,2  | 1,3 | 1,1 | 3,6 | 14,6 |
| Carriera   | Carriera         | 143 | -  | 30,8 | 62,0 | -   | 63,5 | 9,2  | 0,9 | 1,2 | 3,4 | 15,3 |

### NBA

#### Regular Season
| Anno      | Squadra          | PG   | PT   | MP   | TC%  | 3P%  | TL%  | RP   | AP  | PRP | SP  | PP   |
| --------- | ---------------- | ---- | ---- | ---- | ---- | ---- | ---- | ---- | --- | --- | --- | ---- |
| 1985-1986 | N.Y. Knicks      | 50   | 50   | 35,4 | 47,4 | 0,0  | 73,9 | 9,0  | 2,0 | 1,1 | 1,2 | 20,0 |
| 1986-1987 | N.Y. Knicks      | 63   | 63   | 35,0 | 50,3 | 0,0  | 71,3 | 8,8  | 1,7 | 1,4 | 2,3 | 21,5 |
| 1987-1988 | N.Y. Knicks      | 82   | 82   | 31,0 | 55,5 | 0,0  | 71,6 | 8,2  | 1,5 | 1,3 | 3,0 | 23,2 |
| 1988-1989 | N.Y. Knicks      | 80   | 80   | 36,2 | 56,7 | 0,0  | 74,6 | 9,3  | 2,4 | 1,5 | 3,5 | 22,7 |
| 1989-1990 | N.Y. Knicks      | 82   | 82   | 38,6 | 55,1 | 25,0 | 77,5 | 10,9 | 2,2 | 1,0 | 4,0 | 28,6 |
| 1990-1991 | N.Y. Knicks      | 81   | 81   | 38,3 | 51,4 | 0,0  | 74,5 | 11,2 | 3,0 | 1,0 | 3,2 | 26,6 |
| 1991-1992 | N.Y. Knicks      | 82   | 82   | 38,4 | 52,2 | 16,7 | 73,8 | 11,2 | 1,9 | 1,1 | 3,0 | 24,0 |
| 1992-1993 | N.Y. Knicks      | 81   | 81   | 37,1 | 50,3 | 14,3 | 71,9 | 12,1 | 1,9 | 0,9 | 2,0 | 24,2 |
| 1993-1994 | N.Y. Knicks      | 79   | 79   | 37,6 | 49,6 | 28,6 | 76,5 | 11,2 | 2,3 | 1,1 | 2,7 | 24,5 |
| 1994-1995 | N.Y. Knicks      | 79   | 79   | 37,0 | 50,3 | 28,6 | 75,0 | 11,0 | 2,7 | 0,9 | 2,0 | 23,9 |
| 1995-1996 | N.Y. Knicks      | 76   | 76   | 36,6 | 46,6 | 14,3 | 76,1 | 10,6 | 2,1 | 0,9 | 2,4 | 22,5 |
| 1996-1997 | N.Y. Knicks      | 78   | 78   | 37,0 | 48,8 | 22,2 | 75,4 | 10,7 | 2,0 | 0,9 | 2,4 | 22,4 |
| 1997-1998 | N.Y. Knicks      | 26   | 26   | 32,6 | 50,4 | 0,0  | 72,0 | 10,2 | 1,1 | 0,6 | 2,2 | 20,8 |
| 1998-1999 | N.Y. Knicks      | 38   | 38   | 34,2 | 43,5 | 0,0  | 70,6 | 9,9  | 1,1 | 0,8 | 2,6 | 17,3 |
| 1999-2000 | N.Y. Knicks      | 62   | 62   | 32,8 | 43,5 | 0,0  | 73,1 | 9,7  | 0,9 | 0,6 | 1,4 | 15,0 |
| 2000-2001 | Seattle S.Sonics | 79   | 79   | 26,7 | 43,0 | 0,0  | 68,5 | 7,4  | 1,2 | 0,7 | 1,2 | 9,6  |
| 2001-2002 | Orlando Magic    | 65   | 4    | 13,9 | 44,4 | 0,0  | 70,1 | 4,0  | 0,5 | 0,3 | 0,7 | 6,0  |
| Carriera  | Carriera         | 1183 | 1122 | 34,3 | 50,4 | 15,2 | 74,0 | 9,8  | 1,9 | 1,0 | 2,5 | 21,0 |
| All-Star  | All-Star         | 9    | 3    | 17,8 | 53,7 | 0,0  | 69,2 | 6,7  | 0,8 | 1,2 | 1,8 | 11,8 |

#### Play-off
| Anno     | Squadra       | PG  | PT  | MP   | TC%  | 3P%   | TL%  | RP   | AP  | PRP | SP   | PP   |
| -------- | ------------- | --- | --- | ---- | ---- | ----- | ---- | ---- | --- | --- | ---- | ---- |
| 1988     | N.Y. Knicks   | 4   | 4   | 38,3 | 49,1 | 0,0   | 86,4 | 12,8 | 2,5 | 1,5 | 3,3* | 18,8 |
| 1989     | N.Y. Knicks   | 9   | 9   | 37,8 | 48,6 | -     | 75,0 | 10,0 | 2,2 | 1,0 | 2,0  | 19,9 |
| 1990     | N.Y. Knicks   | 10  | 10  | 39,5 | 52,1 | 50,0  | 82,3 | 10,5 | 3,1 | 1,3 | 2,0  | 29,4 |
| 1991     | N.Y. Knicks   | 3   | 3   | 36,7 | 40,0 | -     | 77,8 | 10,0 | 2,0 | 0,3 | 1,7  | 16,7 |
| 1992     | N.Y. Knicks   | 12  | 12  | 40,2 | 45,6 | 0,0   | 74,0 | 11,1 | 2,3 | 0,6 | 2,6  | 22,7 |
| 1993     | N.Y. Knicks   | 15  | 15  | 40,3 | 51,2 | 100,0 | 63,8 | 10,9 | 2,4 | 1,1 | 2,1  | 25,5 |
| 1994     | N.Y. Knicks   | 25  | 25  | 41,3 | 43,7 | 36,4  | 74,0 | 11,7 | 2,6 | 1,3 | 3,0  | 21,9 |
| 1995     | N.Y. Knicks   | 11  | 11  | 36,3 | 51,3 | 33,3  | 68,6 | 9,6  | 2,5 | 0,5 | 2,3  | 19,0 |
| 1996     | N.Y. Knicks   | 8   | 8   | 41,0 | 57,4 | 50,0  | 65,1 | 10,6 | 1,9 | 0,1 | 3,1* | 21,5 |
| 1997     | N.Y. Knicks   | 9   | 9   | 39,7 | 52,7 | 0,0   | 64,3 | 10,6 | 1,9 | 0,3 | 2,4  | 22,6 |
| 1998     | N.Y. Knicks   | 4   | 4   | 33,0 | 35,7 | -     | 59,3 | 8,0  | 1,3 | 0,8 | 1,3  | 14,0 |
| 1999     | N.Y. Knicks   | 11  | 11  | 31,5 | 43,0 | -     | 59,3 | 8,7  | 0,5 | 0,6 | 0,7  | 13,1 |
| 2000     | N.Y. Knicks   | 14  | 14  | 32,9 | 41,8 | -     | 69,7 | 9,5  | 0,4 | 1,1 | 1,4  | 14,6 |
| 2002     | Orlando Magic | 4   | 0   | 16,8 | 32,0 | 0,0   | 58,8 | 5,5  | 1,0 | 0,3 | 1,0  | 6,5  |
| Carriera | Carriera      | 139 | 135 | 37,5 | 46,9 | 34,8  | 71,8 | 10,3 | 2,0 | 0,9 | 2,2  | 20,2 |

#### Massimi in carriera
- Massimo di punti: 51 vs Boston Celtics (24 marzo 1990)[3]
- Massimo di rimbalzi: 26 vs Miami Heat (19 dicembre 1992)
- Massimo di assist: 11 vs Charlotte Hornets (19 aprile 1996)
- Massimo di palle rubate: 6 vs Boston Celtics (1º maggio 1988)
- Massimo di stoppate: 9 (4 volte)
- Massimo di minuti giocati: 54 vs Atlanta Hawks (7 dicembre 1991)

## Palmarès

### NCAA
- Titoli NCAA: 1

Georgetown Hoyas: 1984
- MVP delle Final Four: 1984
- Associated Press College Basketball Player of the Year: 1985
- Naismith College Player of the Year: 1985
- NCAA AP All-America First Team: 3

1983, 1984, 1985
- McDonald's All-American Game: 1981

### NBA
- NBA Rookie of the Year Award: 1986
- All-Rookie First Team: 1986
- Squadre All-NBA: 7

First Team: 1990
Second Team: 1988, 1989, 1991, 1992, 1993, 1997
- Squadre All-Defensive: 3

Second Team: 1988, 1989, 1992
- Convocazioni all'All-Star Game: 11

1986, 1988, 1989, 1990, 1991, 1992, 1993, 1994, 1995, 1996, 1997
- 1 volta maggior numero di rimbalzi difensivi in stagione NBA
- Introdotto nella Basketball Hall of Fame nel 2008
- Trentatreesimo miglior marcatore di sempre sommando ABA e NBA
- Ventottesimo miglior marcatore di sempre NBA
- Ventiseiesimo miglior rimbalzista di sempre NBA
- Settimo miglior stoppatore di sempre NBA
- Inserito tra i 50 migliori giocatori del cinquantenario della NBA
- Inserito nel NBA 75th Anniversary Team
- La sua maglia n. 33 è stata ritirata dai New York Knicks